# Ernst-Christoph Brühler

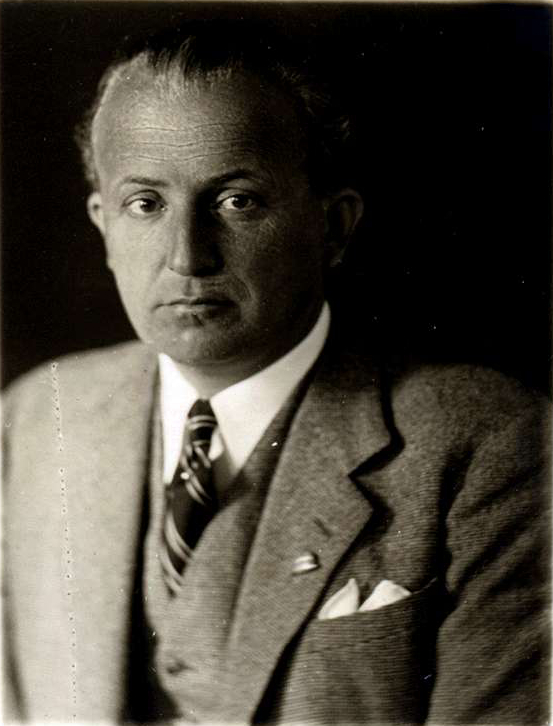
Ernst-Christoph Brühler

Ernst-Christoph Brühler (* 12. Februar 1891 in Mannheim; † 1. September 1961 in Freiburg im Breisgau) war ein deutscher Politiker (DNVP / DP).

## Beruf
Brühler war er Sohn eines Lehrers. Er legte sein Abitur auf dem Humanistischen Gymnasium in Mannheim ab. Er studierte Geschichte, Germanistik und Anglistik an der Ruprecht-Karls-Universität Heidelberg, in England und an der Albert-Ludwigs-Universität Freiburg und wurde 1909 Mitglied der Burschenschaft Vineta Heidelberg. Nachdem er 1914 das Staatsexamen für das höhere Lehramt abgelegt hatte und bei Georg von Below zum Dr. phil. promoviert worden war, nahm er aufgrund der schlechten Einstellungschancen im Staatsdienst als Offizier am Ersten Weltkrieg teil. 1919 heiratete er Anita Gräfin von Holck. Er arbeitete von 1919 bis 1926 sowie von 1933 bis 1943 als Gymnasiallehrer in Freiburg und war zwischenzeitlich Redakteur bei der Breisgauer Zeitung. 1934 übernahm er zudem die Leitung der Evangelischen Pädagogischen Akademie. 1936 wurde er Leiter des Friedrich-Gymnasiums in Freiburg. 1943 wurde er kurzzeitig wegen Verstosses gegen das Heimtückegesetz inhaftiert und 1944 zwangsweise in den Ruhestand versetzt. Nach dem Zweiten Weltkrieg war er erneut im Schuldienst tätig und wurde 1950 zum Oberstudiendirektor befördert und zum Leiter der Pädagogischen Akademie II in Freiburg im Breisgau bestellt.

## Partei
In der Weimarer Republik gehörte Brühler der Deutschnationalen Volkspartei an. Er war ab 1921 Stadtverordneter und seit 1928 Stadtrat in Freiburg. Er war 1929 Spitzenkandidat der Freiburger Wahlkreisliste zum Landtag der Republik Baden, verpasste jedoch den Sprung in das Parlament. Von 1931 bis 1933 war er Mitglied des Landtags. Zum 1. Oktober 1933 war Brühler der NSDAP beigetreten (Mitgliedsnummer 2.090.042). Er wurde am 4. August 1944 endgültig aus der NSDAP ausgeschlossen.
Nach 1945 wurde Brühler Mitglied der Deutschen Partei.

## Abgeordneter
Vor 1933 war Brühler Stadtrat in Freiburg im Breisgau. Er gehörte dem Deutschen Bundestag in dessen zweiter Legislaturperiode (1953–1957) an und war 1955 bis 1957 Fraktionsvorsitzender der DP.

## Veröffentlichungen
- Tätigkeitsbericht der Bundestagsfraktion. In: Konservative Politik ist zeitnah. Ihr dient die Deutsche Partei. Wandel, Bonn 1955, S. 13–19, hier S. 16 ff.